# Полицаят и полицайките
„Полицаят и полицайките“ (на френски: Le Gendarme et les gendarmettes) е френска кинокомедия от 1982 г. на френските кинорежисьори Жан Жиро и Тони Абоянц. Сценарият е на Ришар Балдучи и Жерар Бейту. Главната роля на полицай Людовик Крюшо се изпълнява от френския киноартист Луи дьо Фюнес. В ролята на старши полицай Жербер участва френският киноартист Мишел Галабрю. Това е шестият и последен филм от поредицата за легендарните полицаи от Сен Тропе. Филмът е последен и за Луи дьо Фюнес. По време на снимките умира режисьорът Жан Жиро и филмът е завършен от Тони Абоянц.

## Сюжет
В обновената сграда на полицията в Сен Тропе са изпратени на обучение 4 млади полицайки. Една от тях е тъмнокожа и е дъщеря на президент на африканска република. Полицайките не знаят, че на гривните им има гравиран 4-цифрен код за достъп до полицейските компютри, заради което са отвлечени една по една. Цялото полицейско управление се впуска в търсенето им.

## В ролите
| Актьор        | Роля                                           |
| ------------- | ---------------------------------------------- |
| Луи дьо Фюнес | жандарм/старши вахмистър Людовик Моревон Крюшо |
| Клод Жансак   | Жозефа Крюшо                                   |
| Мишел Галабрю | старшина Жером (Алфонс-Антоан) Жербер          |
| Патрик Прежан | жандарм Перлен                                 |
| Морис Риш     | жандарм Бопие                                  |
| Ги Гросо      | жандарм Гастон Трикар                          |
| Мишел Модо    | жандарм Жул Берлико                            |
| Жак Франсоа   | Полковникът                                    |
| Мишлин Борде  | мадам Сесилия Жербер                           |
| Франс Румили  | сестра Клотилда, монахиня                      |
| Катрин Сер    | Кристин Рокур                                  |
| Никез Жан Луи | Йо Макумба                                     |
| Софи Мишо     | Изабел Льороа                                  |
| Бабет Етиен   | Мариан Боне                                    |